# Hinojo (Buenos Aires)
Hinojo is een plaats in het Argentijnse bestuurlijke gebied Olavarría in de provincie  Buenos Aires. De plaats telt 2.691 inwoners.

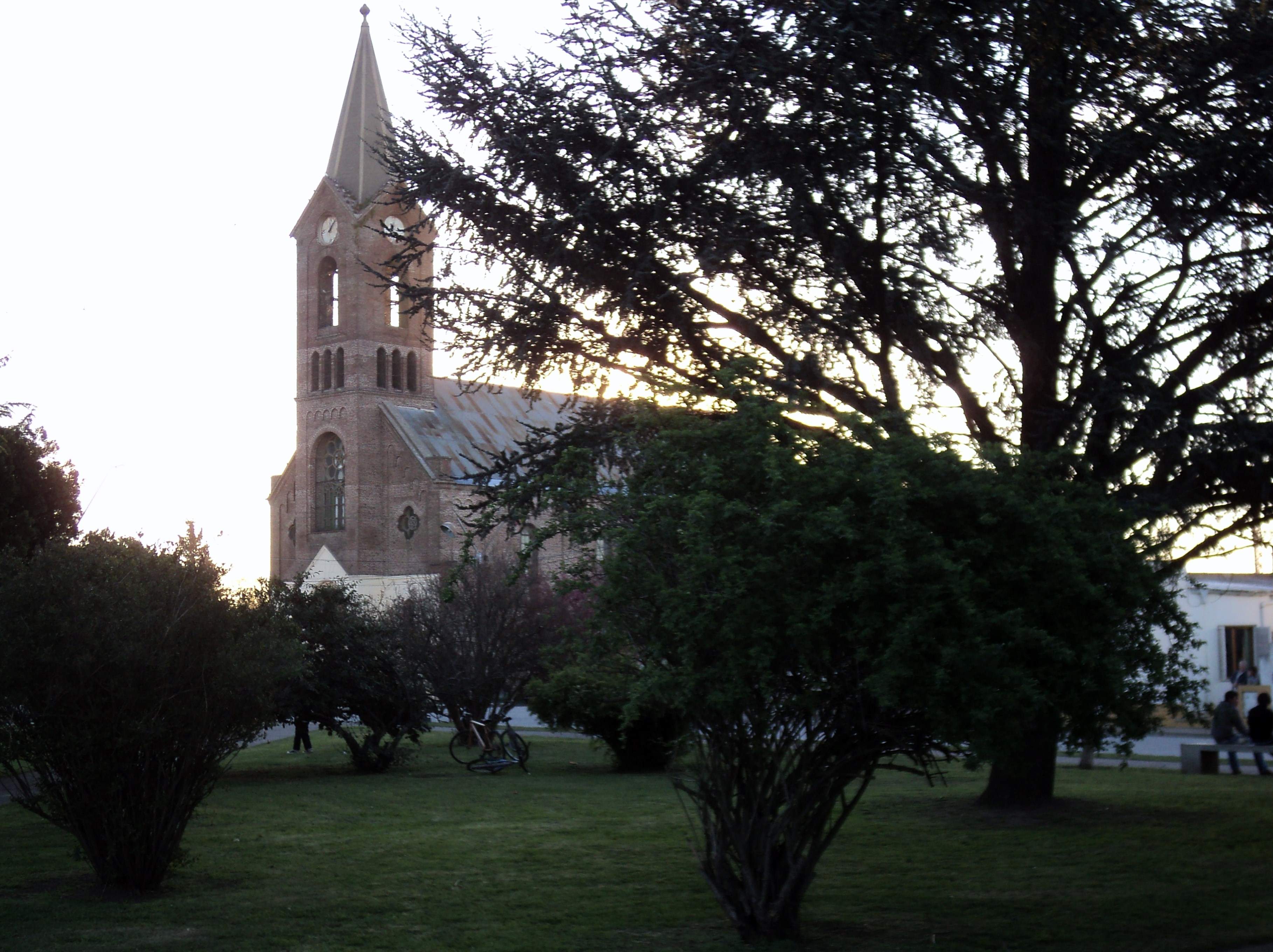
Kerk van Hinojo
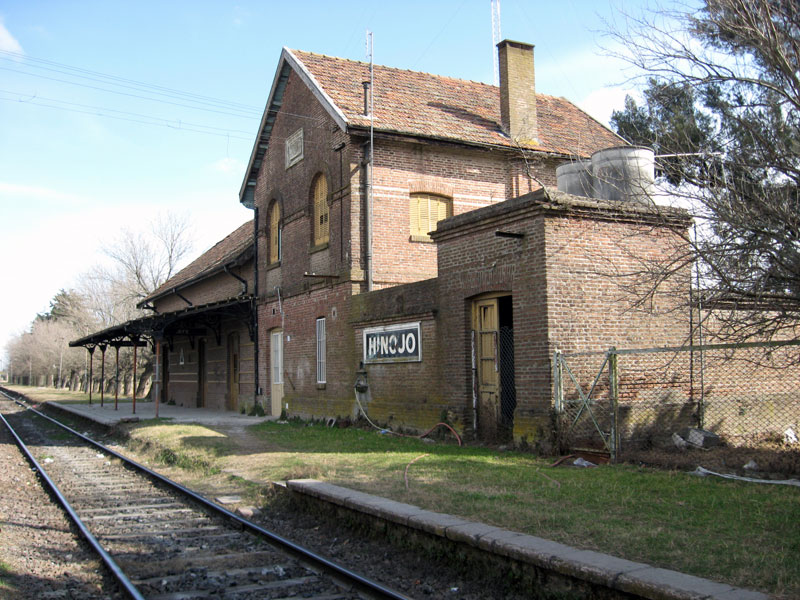
Station Hinojo
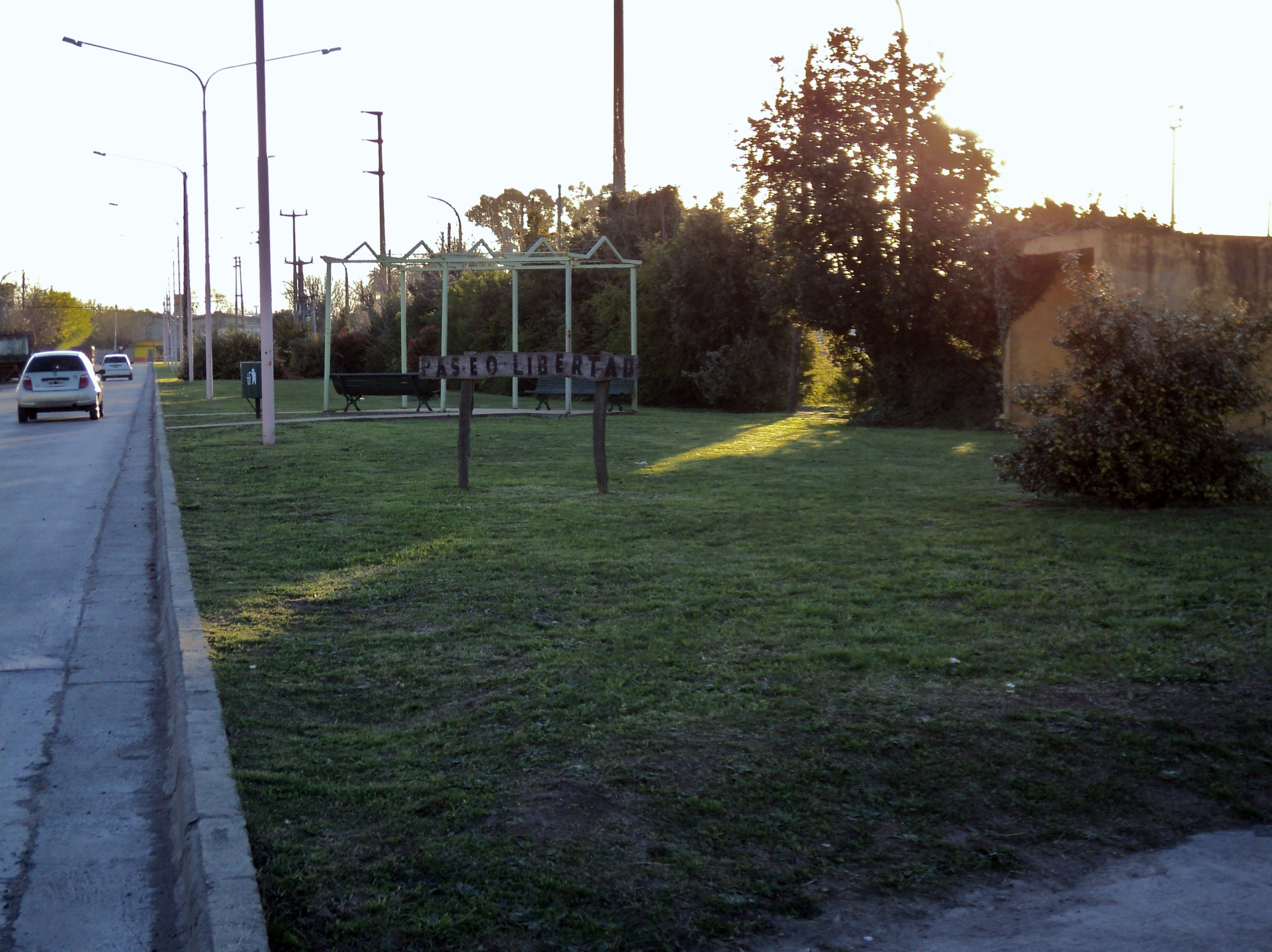